# Fuerza Aérea de Kenia
La Fuerza Aérea de Kenia (en inglés: Kenya Air Force, abreviada como KAF) es la fuerza aérea de Kenia. Debido a la carencia del combate proporciona en gran parte servicios de relevación. La base aérea principal que recibe combatientes es la base aérea de Laikipia adentro Nanyuki, mientras que Base aérea de Moi en Eastleigh, Nairobi es otro aeropuerto importante usado por la fuerza aérea de Kenia.

## Historia

### Inicios
La fuerza aérea de Kenia fue formada en el 1 de junio de 1964, pronto después de independencia, con la ayuda de Reino Unido. Después un golpe fallado por un grupo de oficiales de la fuerza aérea encendido 1 de agosto de 1982, la fuerza aérea fue disuelta. 
La Fuerza Aérea de Kenia es la más grande y posiblemente la más profesional de la fuerza aérea en el este de África, pero ha comenzado a experimentar problemas de operatividad por la antigüedad de los equipos primarios de combate y operaciones, ya que el tipo de mantenimiento dado a su parque aéreo es pobre, lo que le causa graves pérdidas por desgaste y falta de mantenimiento. La actividad de la fuerza aérea fue reconstituida y puesta bajo control más rígido del ejército bajo el plan "fuerza aérea 82". La fuerza aérea recuperó su estado independiente en 1994. Es actualmente una fuerza altamente profesional con la mejora y la consecución en curso de sus F-5.
Casi todo el inventario actual fue adquirido hace más de 25 años, y es probable que requieran prontamente una sustitución simultánea. Las pocas aeronaves en servicio son los obsolescentes F-5 Tiger II, aviones de combate que han ido disminuyendo su número, de 25 a apenas 5 operativos, por lo que el gobierno anunció oficialmente su intención de obtener el reemplazo y/o refacción de dichas aeronaves en julio de 2007. 
Una delegación de la Fuerza Aérea había inspeccionado previamente una propuesta hecha por la Fuerza Aérea de Arabia Saudi, para posibilitar la adquisición de sus F-5 excedentes en abril de 2005, con miras a la compra de entre 4 y 10 F-5E biplaza, y un número no especificado de F-5F entrenadores, para así devolverle la capacidad operativa a las unidades de combate; basadas principalmente en Laikipia a plena capacidad, pero dicho trato no fue consumado.
Kenia comenzó a buscar una solución a su problema en otros proveedores, y posteriormente, llegó al éxito con el cierre de las negociaciones para que de los excedentes de la fuerza aérea jordana se diera una parte para la compra de 13 F-5E y 2 F-5F para sus pilotos novatos como entrenadores. 
Los Hawk, junto a los Hawker, armados localmente; son ahora probablemente el activo más útil de ataque a tierra. Estos fueron entregados en la década de 1980 y tendrían que ser reemplazados antes del 2010, situación sin resolverse a la fecha. Aparte la adquisición de un avión de combate moderno polivalente, tanto para la formación en combate como el ataque y disuación en el momento es algo que carece de una solución, probablemente por la compra de los F-5.
El amplio parque de helicópteros MD-500, les tienen con una muy fuerte asignación multi-tarea, éste se considera generalmente que se mantiene en buen estado y posee capacidades adaptadas de ataque, reconocimiento y observación, aparte de las capacidades de interacción y de intercomunicación sin iguales a cualquier otra fuerza similar en la región.
La KAF adquirió un lote no especificado de aviones Harbin Y-12, uno de los cuales se accidentó el 10 de abril de 2006; cerca a la localidad de Marsabit. El aeroplano transportaba a varios líderes políticos locales y nacionales, con 17 tripulantes a bordo, murieron 14 de ellos. Bonaya Godana, un exministro figuraba entre los muertos. El capitán del vuelo era el importante piloto local David Njoroge.

## Organización

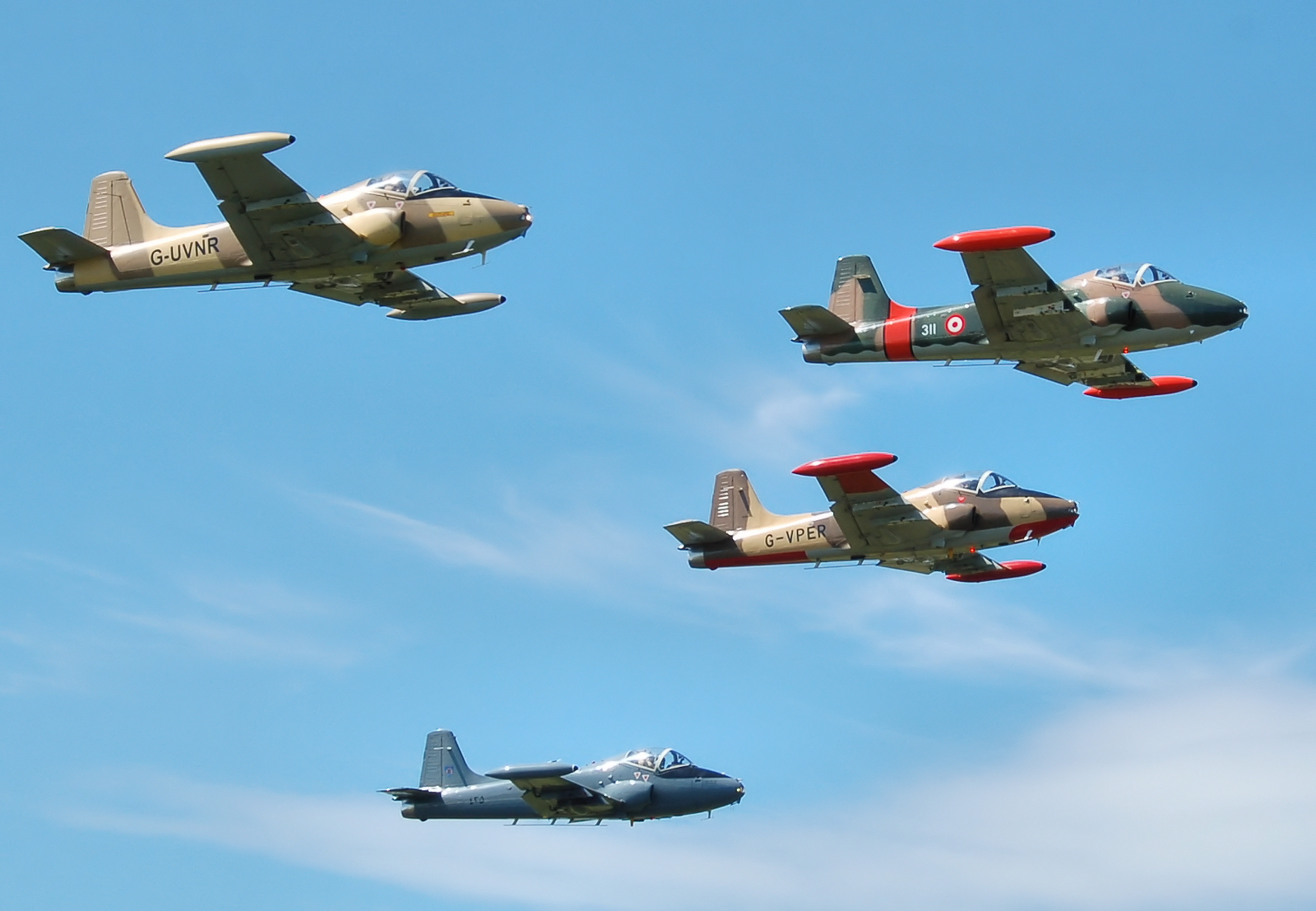
Aeronaves de la Fuerza Aérea de Kenia.

Para lograr sus misiones primarias y secundarias, la Fuerza Aérea de Kenia está organizada en bases y bases de operaciones avanzadas y está equipado con una amplia gama de medios de transporte aéreo y un recurso humano capaz. Todas las fases de entrenamiento de combate disposición se llevan a cabo continuamente para garantizar la aptitud y la preparación.

## Bases
La base aérea principal que recibe combatientes es la base aérea de Laikipia en el Nanyuki, mientras que la base aérea de Moi en el Eastleigh, Nairobi es otro aeropuerto importante usado por la fuerza aérea de Kenia.

## Comandantes
Los siguientes han estado al mando de la Fuerza Aérea de Kenia:
- 12 de diciembre de 1964 el capitán Grupo IS Stockwell RAF DFC CBE
- 22 de febrero de 1967 el capitán del Grupo F Rothwell DFC TD RAF
- 9 de agosto de 1971 Grupo capitán John Edwards David CBE RAF AFC
- 17 de abril de 1973 el coronel Gichuru Dedán
- 27 de junio de 1980 el General de Kariuki PM
- 1982 el mayor general Mohamed Mohamoud (como comandante de la 82 Fuerza Aérea)
- 27 de febrero de 1986 el General de Dedán N Gichuru (como comandante de la 82 Fuerza Aérea)
- 10 de mayo de 1989 Wachira Mayor General DK
- 28 de junio de 1994 Mayor General Leshan NL
- 1 de diciembre de 2000 el general de SK Muttai
- 27 de noviembre de 2003 Karangi Mayor General JW
- 10 de agosto de 2005 Mayor General Tangai M Harold